# Catasetum ochraceum
Catasetum ochraceum är en orkidéart som beskrevs av John Lindley. Catasetum ochraceum ingår i släktet Catasetum och familjen orkidéer. Inga underarter finns listade i Catalogue of Life.